# کریستوف بلومهارت

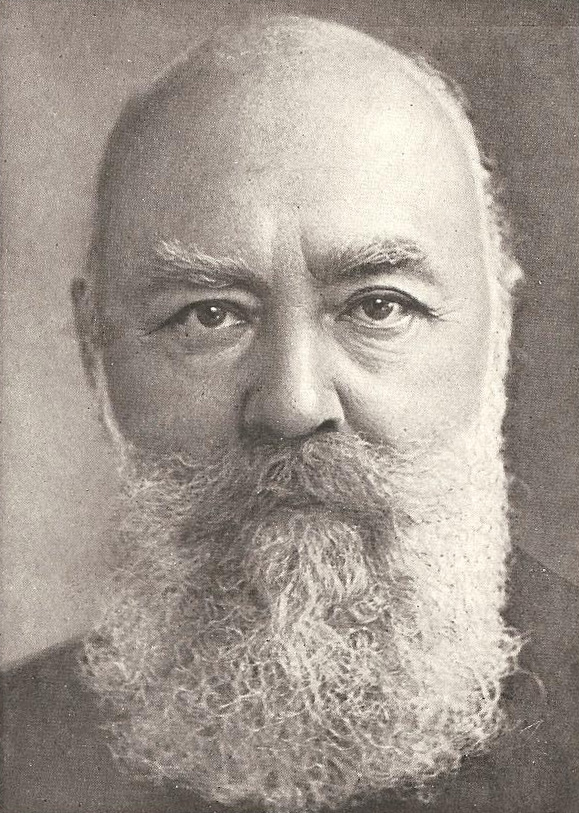
نگارهٔ کریستوف بلومهارت در سن ۷۵ سالگی

کریستوف بلومهارت (آلمانی: Christoph Blumhardt) سیاست‌مدار اهل آلمان بود. او از اعضای حزب سوسیال دموکرات آلمان(SPD) می‌باشد. یکی از بنیانگذاران سوسیالیسم مسیحی در آلمان و سوئیس بود. او واعظ شناخته شده بود. در سال ۱۸۹۹ او حمایت خود را برای سوسیالیسم اعلام کرد و حزب سوسیال دموکرات آلمان پیوست. برای این کار، او موقعیت خود به عنوان وزیر از دست داد. در سال بعد، او به پارلمان دولت وورتمبرگ انتخاب شد.